# Damias monoleuca
Damias monoleuca är en fjärilsart som beskrevs av George Francis Hampson 1914. Damias monoleuca ingår i släktet Damias och familjen björnspinnare. Inga underarter finns listade i Catalogue of Life.